# National Collegiate Athletic Association

Logo NCAA

National Collegiate Athletic Association (Národní vysokoškolská atletická asociace) (NCAA) je polodobrovolný svaz 1281 institucí, konferencí, organizací a jednotlivců, které nebo kteří organizují sportovní programy mnoha vysokých škol a univerzit ve Spojených státech amerických a Kanadě. Její sídlo je v Indianapolis v americkém státě Indiana.
V srpnu 1973 byla pro aktuální tři divize dohodnuta různá pravidla. Podle pravidel NCAA mohly školy v I. a II. divizi nabízet divizní stipendia pro sportovce. Školy ve III. divizi nesmějí nabízet žádná sportovní stipendia. Obecně platí, že větší školy se účastní I. divize a menší školy II. a III. divize. I. divize amerického fotbalu se v roce 1978 dále rozdělila na I.A a I.AA divizi. Následně byl přijat termín I.AAA divize, aby jasně vymezil školy, které nejsou v programu amerického fotbalu vůbec a tento termín už NCAA používá oficiálně. V roce 2006 byla I.A a I.AA divize přejmenována na Football Bowl Subdivision (FBS) a Football Championship Subdivision (FCS).

## Historie
NCAA, která se nejprve jmenovala Intercollegiate Athletic Association of the United States (IAAUS) (Meziuniverzitní atletická asociace Spojených států), byla založena 31. března 1906, kvůli stanovení pravidel pro amatérské, atletické sporty v USA. Když si syn amerického prezidenta Theodora Roosevelta zlomil nos při hraní amerického fotbalu na Harvardově univerzitě, tak se Roosevelt začal zajímat o rostoucí počet zranění a úmrtí ve vysokoškolském americkém fotbalu. V říjnu 1905 pozval ředitele pěti hlavních univerzit (armádní - West Pointu, námořní - Annapolis, Harvardu, Princetonu a Yale) na několik setkání do Bílého domu k projednání kroků, které by vedly k bezpečnějšímu sportu na vysokých školách. IAAUS vznikla jako výsledek těchto jednání a v roce 1910 byla přejmenována na National Collegiate Athletic Association.
Až do roku 1980 NCAA nezastřešovala ženský vysokoškolský sport. Místo ní fungovala organizace s názvem Association for Intercollegiate Athletics for Women (AIAW), která řídí ženské vysokoškolské sporty v USA. Nicméně počínaje rokem 1982 nabídla NCAA ve všech divizích národní šampionáty žen a většina členů AIAW přešla k NCAA.
V roce 2009 se stala Simon Fraser University z Burnaby v Kanadě prvním neamerickým členem NCAA.

## Sídlo

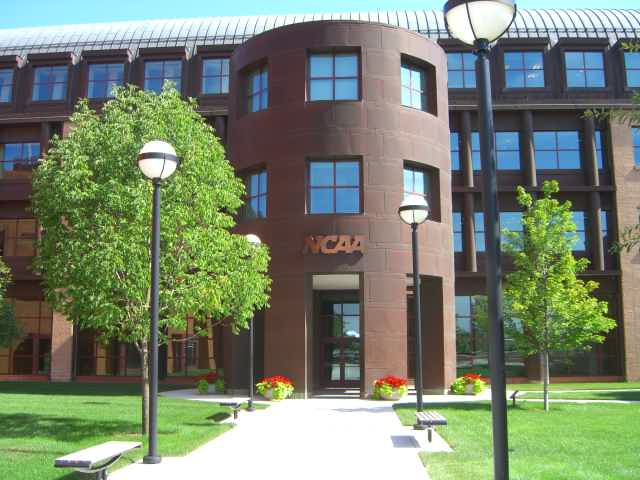
Sídlo NCAA v Indianapolis

Moderní éra NCAA začala v červenci 1955, když její výkonný ředitel Walter Byers (rodák z Kansasu City v Missouri) přestěhoval sídlo vedení organizace z hotelu LaSalle v Chicagu (kde sídlo sdílelo i vedení Big Ten Conference) do budovy Fairmount v Kansasu City. Vedení NCAA, tak bylo polohou odděleno od vlivu jednotlivých konferencí a bylo tak nezávislé.

## Struktura
Legislativní struktura NCAA je rozdělena do kabinetů a výborů, sestávajících ze zástupců svých členských škol. Ty mohou být dále členěny na podvýbory. Legislativa je předávána ke kontrole správní radě, která dohlíží na všechny kabinety a výbory. Také zahrnuje zástupce škol, jako jsou sportovní ředitelé a fakultní poradci. Hierarchie managementu po správní radě dále pokračuje představenstvem, které se skládá z prezidentů škol a tam také končí schvalování legislativních návrhů.
Sportovní sankcionování a pokutování NCAA se týká těchto sportů: basketbal, baseball (muži), softball (ženy), americký fotbal (muži), atletika, pozemní hokej (ženy), bowling (ženy), golf, šerm, lacrosse, fotbal, gymnastika, veslování (ženy), volejbal, lední hokej, vodní pólo, střelba z pušky, tenis, lyžování, track, plavání a potápění a zápas (muži).

### Prezidenti NCAA (od roku 1998 nazýváni výkonnými řediteli)
- Walter Byers 1951-1988
- Dick Schultz 1988-1993
- Cedric Dempsey 1993-2002
- Myles Brand 2003-2009
- Jim Isch (prozatímní) 2009-2010[3]
- Mark Emmert 2010-do současnosti

### Historie divizí
| Období              | Divize |
| ------------------- | --- |
| 1906–1955           | Nebyly |
| 1956–1972           | NCAA universitní divize (Hlavní vysoké školy), Vysokoškolská divize (Menší vysoké školy)                                                               |
| 1973–do současnosti | I. divize NCAA, II. divize, III. divize |
| 1978–2006           | I. A divize NCAA, I. AA divize NCAA (I. divize výhradně amerického fotbalu), II. divize, III. divize                                                   |
| 2006–do současnosti | NCAA I. divize Football Bowl Subdivision, I. divize Football Championship Subdivision (I. divize výhradně amerického fotbalu), II. divize, III. divize |

## Ostatní vysokoškolské sportovní organizace
NCAA není jedinou vysokoškolskou sportovní organizací v USA. Existují i jiné organizace.

### V USA
- National Association of Intercollegiate Athletics (NAIA)
- National Junior College Athletic Association (NJCAA)
- National Christian College Athletic Association (NCCAA)
- United States Collegiate Athletic Association (USCAA)
- Association for Intercollegiate Athletics for Women (AIAW) – rozpuštěna v roce 1982, poté co NCAA začala sponzorovat šampionáty ženských sportů.

### Zahraniční meziuniverzitní ekvivalenty
- Australský sportovní institut
- Britský univerzitní a vysokoškolský sport
- Canadian Interuniversity Sport (CIS) (Kanadský meziuniverzitní sport)
- Canadian Colleges Athletic Association (CCAA) (Kanadská vysokoškolská atletická asociace)
- National Collegiate Athletic Association (Filipíny) (NCAA) a University Athletic Association of the Philippines (UAAP) na Filipínách (kromě jiných lig)

### Mezinárodní řídící orgán
- Mezinárodní federace univerzitního sportu (FISU, International University Sports Federation / Fédération Internationale du Sport Universitaire)

## Šampionáty
Šampionáty jsou hrány v následujících sportech:
- Americký fotbal
- Atletika
  - Muži
  - Ženy
- Baseball
- Basketbal
  - Muži
  - Ženy
- Bowling (pouze ženy)
- Box (ukončeno)
- Cross Country
  - Muži
  - Ženy
- Fotbal
  - Muži
  - Ženy
- Golf
  - Muži
  - Ženy
- Gymnastika
  - Muži
  - Ženy
- Halová atletika
  - Muži
  - Ženy
- Lacrosse
  - Muži
  - Ženy
- Lední hokej
  - Muži
  - Ženy
- Plavání a potápění
  - Muži
  - Ženy
- Pozemní hokej
- Softball
- Střelba
- Šerm
- Tenis
  - Muži
  - Ženy
- Veslování (pouze ženy)
- Vodní pólo
  - Muži
  - Ženy
- Volejbal
  - Muži
  - Ženy
- Wrestling

Do současnosti hrála nejvíce šampionátů NCAA: UCLA Bruins, Stanford a USC Trojans z Jižní Kalifornie. UCLA má nejvíce týmů (106) druhý je Stanford (99) a třetí je Jižní Kalifornie (91).
NCAA v současnosti dotuje 87 národních šampionátů ročně. 44 ženských, 40 mužských a 3 smíšená mistrovství (šerm, střelba a lyžování).

## Síň šampiónů

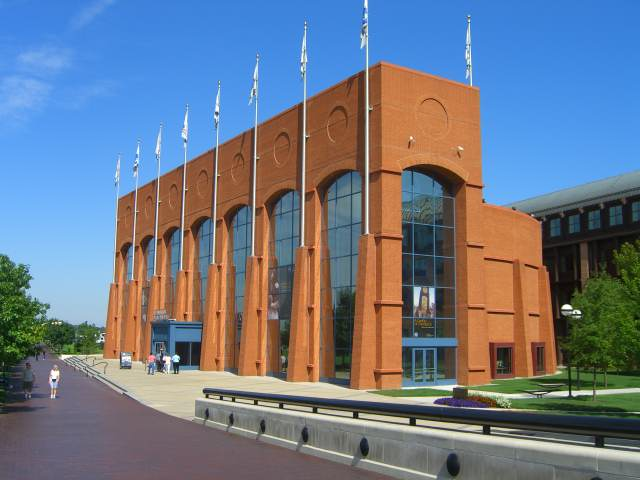
Síň šampiónů NCAA

Síň šampiónů NCAA je muzeum, výstavní centrum a konferenční centrum a nachází se v blízkosti vedení NCAA v Indianapolis, ve státním parku White River. Budova byla navržena architektem Michaelem Gravesem.

## Trofeje
NCAA oceňuje celou řadou individuálních ocenění. Mimo jiné těmito:
- NCAA Award of Valor - není udělována každoročně. Je udělována za hrdinské činy v akademickém roce.
- NCAA Gerald R. Ford Award - ocenění jednotlivce, který prokázal své vůdčí schopnosti v univerzitním sportu.
- NCAA Inspiration Award - není udělována každoročně. Je udělována za založení akce hodné následování.
- NCAA Sportsmanship Award - je uctěním studenta, který prokáže sportovní duch.
- NCAA Woman of the Year Award - uctívá sportovkyně, které během své univerzitní kariéry byly vzorem ve sportu a vůdcovství.
- Silver Anniversary Awards - je udělováno šestici sportovců k 25. výročí od ukončení studia.
- The Flying Wedge Award - je jedním z nejvyšších vyznamenání NCAA. Ilustruje vynikající vedení a služby NCAA.
- Theodore Roosevelt Award (NCAA) - nejvyšší ocenění udělované jednotlivci NCAA.
- Today's Top VIII Award - je oceněním osmi starších studentů.
- Walter Byers Scholarship - je oceněním pro nejlepší mužské a ženské trenéry/trenérky.

## Konference

### Konference v I. divizi
Poznámka: Konference s automatickým vstupem do Bowl Championship Series jsou označeny hvězdičkou (*).
Poznámka: Konference, které jsou členy Football Bowl Subdivision, ale ne BCS jsou označeny křížkem (#).
- America East Conference
- Atlantic Coast Conference (ACC)*
- Atlantic Sun Conference
- Atlantic 10 Conference (A-10)
- Big East Conference*
- Big Sky Conference
- Big South Conference
- Big Ten Conference (Big Ten) *
- Big 12 Conference (Big 12) *
- Big West Conference
- Colonial Athletic Association (CAA)
- Conference USA (C-USA) #
- Great West Conference
- Horizon League
- NCAA Independents
- Ivy League
- Metro Atlantic Athletic Conference (MAAC)
- Mid-American Conference (MAC) #
- Mid-Eastern Athletic Conference (MEAC)
- Missouri Valley Conference (MVC nebo Valley)
- Mountain Pacific Sports Federation (MPSF)
- Mountain West Conference (MWC) #
- Northeast Conference (NEC)
- Ohio Valley Conference (OVC)
- Pacific-10 Conference (Pac-10)*
- Patriot League
- Southeastern Conference (SEC)*
- Southern Conference (SoCon)
- Southland Conference
- Southwestern Athletic Conference (SWAC)
- The Summit League (Summit) (formálně Mid-Continent Conference)
- Sun Belt Conference (SBC) #
- West Coast Conference (WCC)
- Western Athletic Conference (WAC) #

### Konference v I. FCS divizi výhradně amerického fotbalu
- Missouri Valley Football Conference
- Pioneer Football League

### Konference v I. divizi výhradně hokejové
- Atlantic Hockey
- Central Collegiate Hockey Association (CCHA)
- College Hockey America
- ECAC Hockey
- Hockey East
- Western Collegiate Hockey Association (WCHA)

## Média
Aktuálním držitelem práv na pokrytí 87 šampionátů NCAA jsou CBS Sports, CBS College Sports Network, ESPN, ESPN Plus a Turner Sports. ESPN a její přidružené kanály mají práva na 21 šampionátů, CBS k 67 a Turner Sports k jednomu.
Na distribuci videoher založené na populárních sportech NCAA, jako jsou americký fotbal a basketbal má společnost Electronic Arts.

## Způsobilost
Podílet se na nováčkovském ročníku sportovní soutěže v NCAA mohou studenti, kteří splňují 3 požadavky: musejí být absolventy střední školy, musejí mít alespoň minimální stanovený počet kurzů a kvalifikační počet studijních bodů (GPA), SAT nebo ACT skóre.

## Dceřiné společnosti
NCAA provozuje oficiální softwarovou společnost AlbiterSports se sídlem v Sandy, v Utahu.

## Sponzoři
| Společnost            | Předmět činnosti                             | Sponzorství od |
| --------------------- | -------------------------------------------- | -------------- |
| AT&T                  | bezdrátové služby                            | 2001           |
| Coca-Cola             | nealkoholické nápoje                         | 2002           |
| GM (Pontiac)          | automobily a součástky                       | 1998           |
| Enterprise Rent-A-Car | pronájem automobilů                          | 2005           |
| The Hartford          | podílové fondy a související finanční služby | 2004           |
| Hershey's             | cukrovinky                                   | 2009           |
| LG                    | elektronika                                  | 2009           |
| Lowe's                | domácí potřeby                               | 2005           |
| Sheraton              | hotely a rezidence                           | 2008           |
| State Farm Insurance  | pojišťovna                                   | 2005           |

## Kritika
Proti NCAA byly napsány četné kritiky. Mezi ně patří:
- Někteří lidé, včetně bývalého publicisty Ricka Reillyho ze Sports Illustrated kritizovali NCAA za jeho nepružnost.[7]

- Bývalý prezident NCAA Walter Byers ve své knize "Nesportovní chování: Využívání sportovců-studentů". Tato kritika poukazuje na vydělávání na studentském sportu.